# Die drei Frauen von Urban Hell
Hell in Frauensee ist ein deutscher Stummfilm aus dem Jahre 1928 von Jaap Speyer mit Fred Döderlein als Urban Hell sowie Mona Maris, Hilde Maroff und Speyers Gattin Mia Pankau. Die Geschichte basiert auf dem Roman von Vicki Baum, die auch das Drehbuch verfasste.

## Handlung
Seit langer Zeit arbeitet der junge Urban Hell an einer Erfindung, die möglicherweise bahnbrechend sein könnte. Um sich seinen Lebensunterhalt verdienen zu können, arbeitet der Tüftler nebenbei als Schwimmlehrer in dem kleinen idyllischen Ort Frauensee. Dabei lernt er die reife Kamilla Bojan und deren Tochter Puck kennen. Beide Frauen verlieben sich in ihn. Hells Herz gehört jedoch bereits der hübschen May Lyssenhop, die für ihn die perfekte Kameradin bedeutet. Die selbstlose Puck, die erkennt, dass sie ihren Traummann nie für sich wird gewinnen können, entschließt sich daher dazu, bei Urban und May den Postillon d’amour zu spielen.

## Produktionsnotizen
Hell in Frauensee entstand mit Außenaufnahmen im oberitalienischen Stresa und mit den Innenszenen im Terra-Glashaus-Filmstudio in Staaken bei Berlin. Der Film passierte am 30. November 1928 die Zensur und wurde am 4. Dezember desselben Jahres in Berlins Mozartsaal uraufgeführt. Die Länge des mit Jugendverbot belegten Sechsakters betrug 2087 Meter. In Österreich lief der Streifen im darauf folgenden Jahr unter dem Titel Die Frauen um Urban Hell an.
Hans Jacoby schuf die Filmbauten.
Hilde von Stolz trat hier noch unter dem Pseudonym Helen Steels vor die Kamera.